# Seefalke (Schiff, 1924)
Die Seefalke ist ein ehemaliger Bergungsschlepper, der 1924 auf der Tecklenborg-Werft für die Reederei W. Schuchmann gebaut wurde. Sie ist ein Exponat des Deutschen Schiffahrtsmuseum in Bremerhaven. Der Schlepper steht seit 2005 als Teil des Kulturdenkmals „Deutsches Schifffahrtsmuseum und Museumsflotte“ unter Denkmalschutz.

## Technik

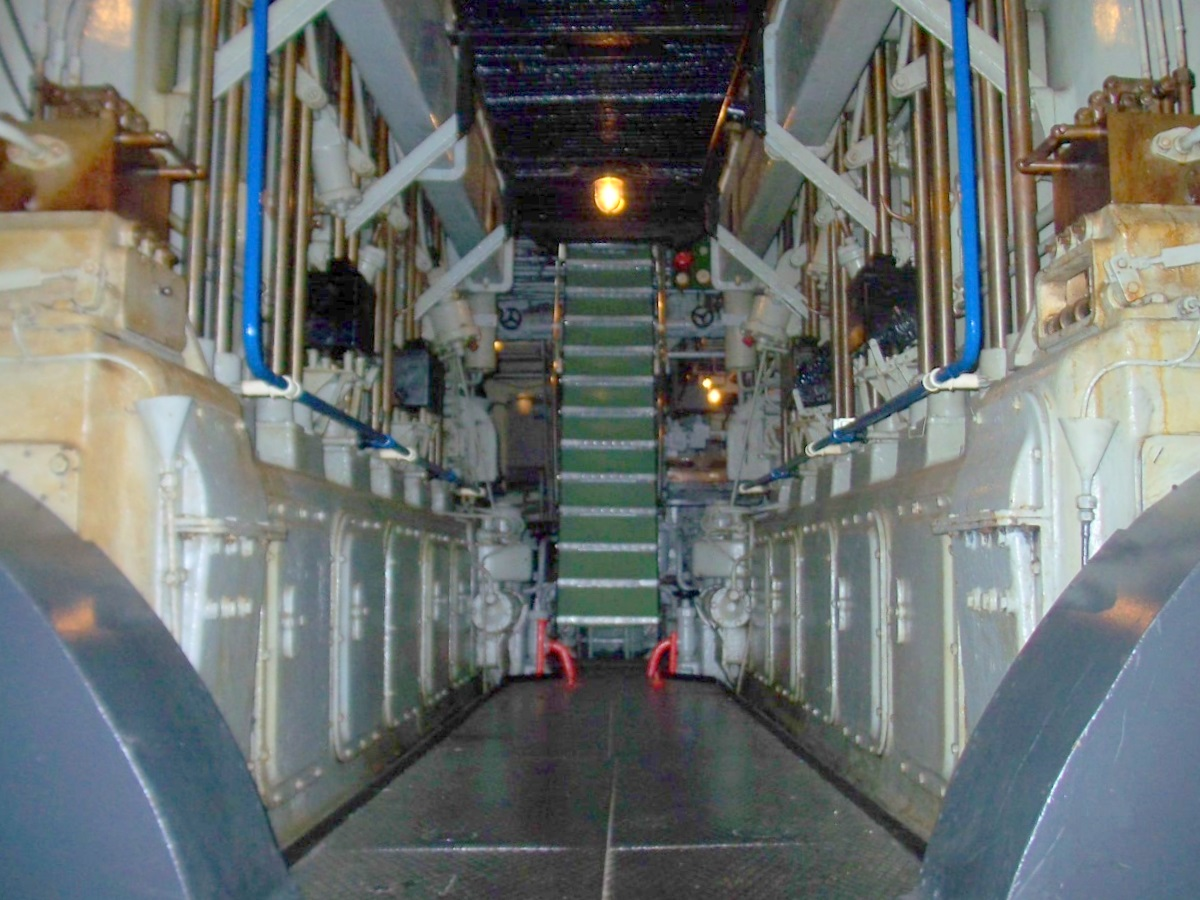
Maschinenraum der Seefalke

Das Schiff war zunächst mit zwei MAN-Motoren ausgerüstet. 1942 wurden diese während eines Umbaus des Schiffes durch zwei Sechszylinder-Dieselmotoren des Herstellers Deutz mit jeweils 1650 PS Leistung ersetzt.

## Geschichte
Der Schlepper wurde überwiegend im europäischen Raum für die Bergung in Not geratener Schiffe eingesetzt. So schleppte er beispielsweise im Mai 1928 den 1919 in Scapa Flow versenkten Großen Kreuzer Moltke zur Verschrottung ins schottische Rosyth und im Sommer des Jahres das deutsche Passagierschiff Monte Cervantes, das sich am 24. Juli in Spitzbergen den Rumpf aufgerissen hatte, von Hammerfest nach Hamburg.
1945 wurde der Schlepper während eines Luftangriffs auf Kiel im Hafen versenkt. Als die Siegermächte das Hafenbecken, in dem der Schlepper gesunken war, nach dem Zweiten Weltkrieg mit Trümmerschutt zuschütten wollten, ließ die Reederei das Schiff heimlich heben und in der Außenförde erneut versenken. Nach der Aufhebung der Bergungsverbote durch die Alliierten im Jahr 1950 wurde es erneut gehoben und auf der Seebeckwerft in Bremerhaven instand gesetzt, um anschließend wieder in Dienst gestellt zu werden.
Seit 1970 liegt der Schlepper im Museumshafen des Deutschen Schifffahrtsmuseums im Alten Hafen in Bremerhaven.
Seit dem 1. März 1976 befindet sich im ehemaligen Funkraum des Schiffes die Clubstation des Ortsverbandes Bremerhaven des Deutschen Amateur-Radio-Clubs.
Für die Bergungsarbeiten der Seute Deern musste die Seefalke im Herbst 2019 ihren Liegeplatz im Alten Hafen verlassen und lag vorübergehend im Neuen Hafen.
Für 24. August 2024 ist das 92. Altbauradkriterium, erstmals auf einem Schiff, ein Radrennen, auf der Seefalke angekündigt.

## Literatur

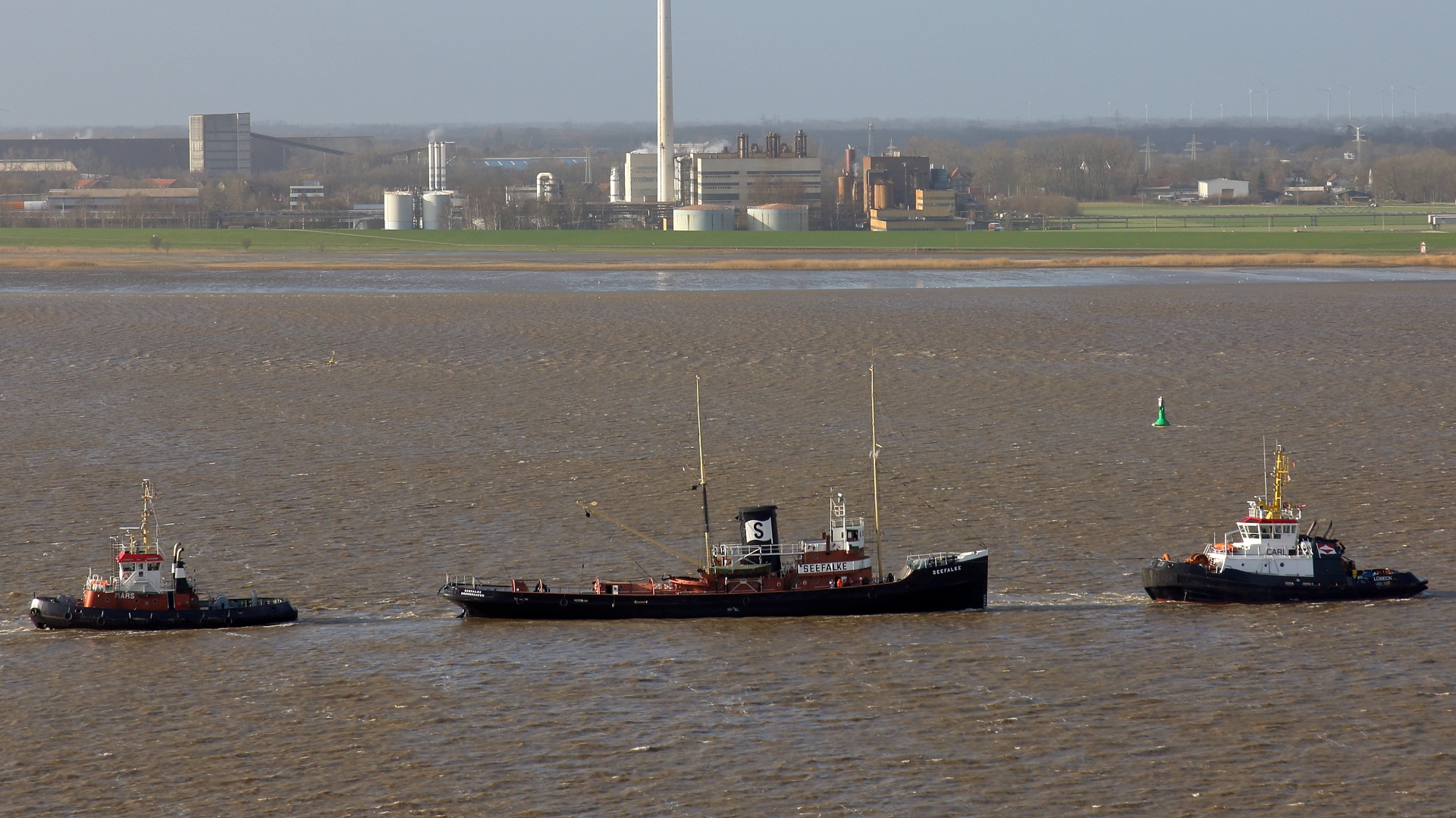
Die Seefalke mit den Schleppern Mars und Carl am 17. Februar 2020 auf der Weser.